# Museu Internacional de Titelles d'Albaida

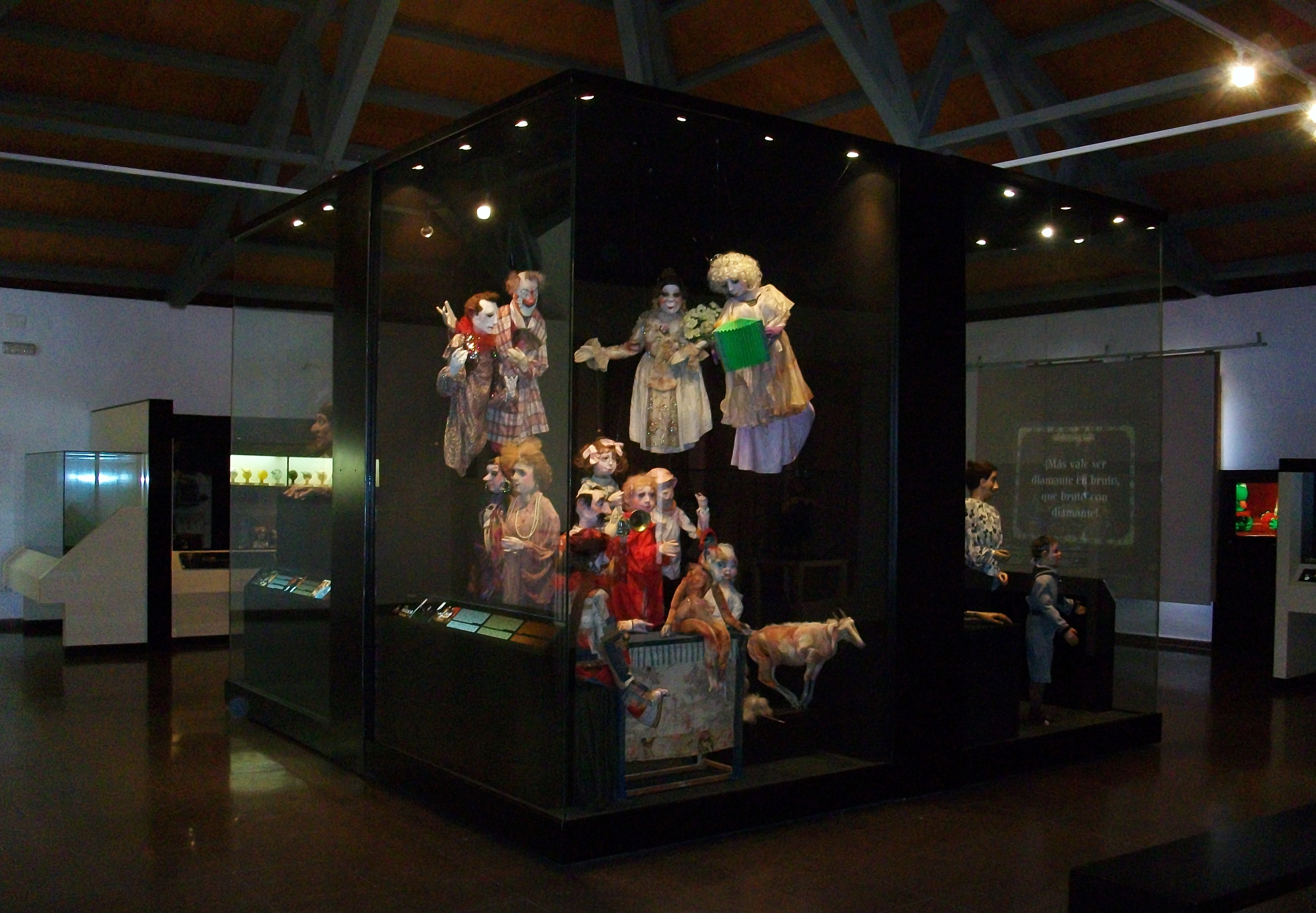
Vista interior del Museu Internacional de Titelles d'Albaida

El Museu Internacional de Titelles d'Albaida (MITA) és un museu de titularitat municipal creat el 1997, i situat a Albaida, a la comarca de la Vall d'Albaida del País Valencià, dedicat a la preservació, conservació, estudi, investigació i comunicació de l'art del titella. En aquesta localitat de la Comunitat Valenciana se celebra anualment un destacat festival internacional de titelles que congrega grups de tot el planeta. El museu té la seu al Palau dels Milà d'Aragó o Palau dels Marquesos d'Albaida.
A aquesta localitat anualment té lloc un destacat festival internacional de titelles que aplega grups d'arreu del món.
Forma part de la Xarxa de Museus Enològics Locals de la Diputació de València.

## Història
El MITA fou inaugurat el 1997, per iniciativa del grup “Bambalina Titelles” d'origen albaidí, com a complement de la "Mostra de Titelles de la Vall d'Albaida" que s'organitza anualment. Aquell mateix any fou reconegut com a museu per la Conselleria de Cultura del Govern Valencià.

## Descripció
El museu custòdia una col·lecció de gairebé mig miler de titelles procedent de tots els continents. A més, el MITA programa regularment "visites guiades, espectacles, cursos, conta contes, visites escolars, exposicions temporals, tallers de titelles i altres activitats lúdiques i didàctiques".
Al museu es pot contemplar una col·lecció de les figures més antigues de països tan diversos com Nigèria, Turquia, Pakistan, Romania o Anglaterra, destacant especialment la col·lecció de l'Illa de Java, amb una sèrie de titelles que són Patrimoni Oral i Intangible de la Humanitat per la UNESCO.
La col·lecció s'organitza en dues plantes, a la primera es pot visitar un amfiteatre en què es projecten audiovisuals explicatius de les diverses tècniques emprades per manipular titelles. En aquesta mateixa planta hi ha les sales amb l'exposició de titelles més antigues dels fons del museu.
A la segona planta es distingeixen tres espais diferenciats:
- Una exposició de titelles i marionetes del 1930 al 1950, pertanyents a companyies itinerants que es guanyaven la vida realitzant espectacles de titelles als carrers. Entre les peces exposades destaca el Tirisiti d'Alcoi, declarat Bé Immaterial d'Interès Cultural per la Generalitat Valenciana.[4]
- Una exposició de grups de marionetes que han participat en diferents espectacles teatrals com “La princesa i la sort” o Mala Sort de Teatre Bufo, Inaugurat el 1997 alberga una col·lecció de titelles i marionetes provinents de tots els continents.[1] Altres ninots com “ Micomicó” d'El sac de Strómboli o “De la terra a la lluna” d'Entaulat teatre.[12]
- Un tercer espai on es mostren, entre d'altres, els guinyols de Las noticias del guiñol i Cuorelàndia, els personatges de Gomaespuma, els autòmats de Francisco Sanz Baldoví o els titelles de l'illa de Java que són Patrimoni de la Humanitat.[4]

Al museu es pot descobrir com són els muppets i com es treballa amb ells a la televisió. El MITA compta amb el set d'enregistrament del programa Bona Nit (Bona nit), emès a Levante TV, en què destaca el seu protagonista: Ulleretes, un ratpenat creat per Iván Soler.
El MITA compta amb un full bodied-muppet: Babalà, personatge molt estimat a la Comunitat Valenciana, ja que va ser protagonista de la programació infantil de l'antiga televisió autonòmica durant molts anys, i al costat hi ha les Feretes del programa El cau de les Feretes, emès a À Punt.
Al museu s'ha recuperat el llegat artístic del creador de ninots de RTVE Alejandro Milán. D'entre les seves creacions al museu es poden contemplar els Electroduendes, protagonistes del programa de RTVE La bola de cristal (des de l'any 2021) i, des del 27 de març de 2022, Horacio Pinchadiscos, protagonista de la secció Superdisc del programa Sabadabadá, Doña Trote presentadora de la travessa hípica al programa Al galope o la marioneta Inés de la televisió educativa dels 70.
El museu compta a més amb un petit taller didàctic perquè els visitants puguen manipular els titelles, un centre de documentació, a més de la sala de projeccions de la primera planta.
Des de l'any 2023 els personatges de la pel·lícula "Pos eso" (cinta d'animació llançada el 2015 i produïda amb la tècnica de l'stop motion) formen part de l'exposició del museu.